# Sueli Vidigal
Sueli Rangel Silva Vidigal (Cachoeiro de Itapemirim, 19 de junho de 1955), conhecida como Sueli Vidigal, é uma política brasileira filiada ao Partido Democrático Trabalhista (PDT)

## Vida política
Começou na vida política junto com seu marido,  Sérgio Vidigal, atual deputado federal e ex-prefeito da Serra. Atuou como secretária de Promoção Social.
Foi eleita deputada estadual em 2002, sendo o segundo maior número de votos do Estado (35,5 mil votos). 
Também foi deputada federal duas vezes, sendo seu primeiro mandato de 2007 a 2011 (118,1 mil votos), e o segundo de 2011 a 2014 (141,578 mil votos), quando licenciou-se do cargo de Deputada Federal para assumir a Secretaria Estadual de Assistência Social e Políticas para Mulheres do Espírito Santo, em 2015, no governo Paulo Hartung.
Atualmente é presidente do PDT-Serra 